# Рео, Луи
Луи́ Рео́ (фр. Louis Réau; 1 января 1881, Пуатье — 10 июня 1961, Париж) — французский историк искусства, специалист по русскому, французскому и средневековому искусству, представитель иконографического метода. Первый директор Французского института в Санкт-Петербурге.

## Биография
Луи Рео родился в 1881 году в Пуатье. Окончил Высшую нормальную школу в Париже, где изучал германистику. Позднее также посещал курсы русского языка в Национальном институте восточных языков и культур. Впоследствии он станет полиглотом; по воспоминаниям Жермена Базена, Рео утверждал, что владеет всеми европейскими языками за исключением болгарского и португальского.
С 1908 по 1911 год Рео преподавал сравнительное литературоведение в университете Нанси. К этому периоду относятся его первые искусствоведческие труды — «Art français sur le Rhin au XVIII siècle» (1908) и «Primitifs allemands» (1910).
После заключения союза между Францией и Россией, в период интенсивного развития культурных связей между обеими странами было принято решение о создании Французского института в Санкт-Петербурге. Первым директором института стал в 1911 году Луи Рео. Организованные им курсы, предназначенные для россиян, владеющих французским языком, включали два цикла: «История французской литературы» и «История цивилизации и искусства». Кроме того, по его инициативе и при поддержке русских художников — Льва Бакста, Александра Бенуа, Игоря Грабаря и др. — состоялась выставка «Сто лет французского искусства (1812—1912)», ставшая самой масштабной выставкой французского искусства, когда-либо осуществлённой за пределами Франции.
В 1913 году Рео покинул Французский институт, а на его место был назначен Жюль Патуйе. В 1914 году он был мобилизован на фронт в звании лейтенанта; служил переводчиком с русского и немецкого языков. В 1917 году, получив звание капитана, возглавил русскую пресс-службу при военном министерстве.
По окончании войны Рео преподавал во французских институтах за рубежом; в 1922 году он получил степень доктора филологических наук. Тогда же он начал работу над монографией «История влияния французского искусства» (Histoire de l’expansion de l’art français), выходившей в 4 томах с 1923 по 1934 год. В 1922 году была завершена его двухтомная «История русского искусства», ставшая одной из первых монографий о русском искусстве на французском языке. В ней он, по характеристике Е. Е. Климова, «отдаёт дань уважения древней русской архитектуре и иконописи», однако русскую живопись находит «ещё недостаточно выразившейся».
В 1924 году Рео стал главным редактором «Gazette des Beaux-Arts». С 1930 по 1938 год был директором Французского института в Вене. Затем, с 1938 по 1951 год, преподавал историю средневекового искусства в Сорбонне, историю скульптуры в Школе Лувра и историю искусств в Высшей нормальной школе в Севре.
В 1947 году Рео был избран членом французской Академии изящных искусств. Он также был членом Французской академии наук, Королевской академии наук, литературы и изящных искусств Бельгии, Академии изящных искусств в Лиссабоне, Венгерской академии наук и варшавской Академии наук и литературы. В числе его наград — российский Орден Святой Анны, почётный знак «За заслуги перед Австрийской Республикой», венгерский Орден Заслуг, французский Орден Почётного легиона и пр.
Луи Рео — автор около 400 статей и монографий на различные темы, в первую очередь о русском, французском и средневековом европейском искусстве. Среди основных произведений — такие работы, как «История французского искусства XVIII века» (Histoire de la peinture française au XVIIIe siècle, 1925—1926), «Румынское искусство» (1946), «Иконография христианского искусства» (Iconographie de l’art chrétien, 1955—1959) и «История вандализма: разрушенные памятники французского искусства» (Histoire du vandalisme : les monuments détruits de l’art français, 1959). В последнем из перечисленных трудов Рео исследует психологию вандалов, классифицирует виды вандализма и подвергающиеся его воздействию объекты, а также представляет хронологический обзор вандализма от начала новой эры и вплоть до середины XX века. Кроме того, Рео — автор монографий о Петере Фишере и Маттиасе Грюневальде, а также о ряде французских скульпторов, включая Фальконе, династию Лемуан, Пигаля и Гудона.
Жермен Базен в своей «Истории истории искусства» называет Рео исследователем «поистине вселенского масштаба». Несмотря на то, что в настоящее время некоторые из работ Луи Рео считаются устаревшими, а его подход — во многом спорным, в целом его труды не утратили своего значения.